# بيتسي ديفوس
إليزابيث دي «بيتسي» ديفوس (بالإنجليزية: Betsy DeVos)‏ (ولدت في 8 يناير 1958)(اسمها قبل الزواج برينس) هي سيدة أعمال ومحسنة وسياسية أمريكية، وكانت تشغل منصب وزير التربية والتعليم في الولايات المتحدة.
ديفوس هي سياسية جمهورية وعرف عنها دعمها لاختيار المدرسة، وبرامج قسيمة المدرسة، والمدارس المستقلة. وكانت عضوة في اللجنة الوطنية الجمهورية لميشيغان في الفترة من 1992 إلى 1997، وعملت كرئيسة للحزب الجمهوري في ميشيغان من 1996 إلى 2000، وأعيد انتخابها لهذا المنصب في عام 2003. ودافعت ديفوس عن نظام ديترويت لمدارس الخاصة وهي عضو في مجلس إدارة مؤسسة التميز في التعليم. وقد شغلت منصب رئيس مجلس إدارة التحالف من أجل اختيار المدارس ومعهد أكتون وترأست لجنة «كل الأطفال مهمون» التي تلقت انتقادات واسعة لتدخلها في الانتخابات على مستوى الولاية.
بيتسي ديفوس متزوجة من ديك ديفوس، الرئيس التنفيذي السابق لشركة التسويق الشبكي أمواي، وهي كنة الملياردير ريتشارد ديفوس. أما شقيقها، إريك برينس، كان ضابطا سابق في سلاح البحرية، هو مؤسس شركة بلاك ووتر يو إس أيه. والدهما إدغار برنس، مؤسس شركة برينس. في عام 2016، تم إدراج عائلة ديفوس من قبل فوربس كأغنى 88 أسرة في أمريكا، بثروة صافية تقدر بنحو 5.4 مليار دولار.
في 23 نوفمبر 2016 أعلن الرئيس المنتخب آنذاك دونالد ترامب أنه سيرشح ديفوس لمنصب وزير التعليم في إدارته بعد أن تم رفض عرضه الأول لاختياره جيري فالويل الابن. ثم وافقت لجنة مجلس الشيوخ للصحة والتعليم والعمل والمعاشات على ترشيحها على خط الحزب في 31 يناير، رغم المعارضة الشديدة لهذا الترشيح من الديمقراطيين، وأرسل ترشيحها للتصويت عليه إلى مجلس الشيوخ. في 7 فبراير 2017، تم التصديق على تعيين ديفوس من قبل مجلس الشيوخ بنتيجة 51-50، حيث قام نائب الرئيس مايك بنس بكسر التعادل لصالح ترشيح ديفوس. وكانت هذه هي المرة الأولى في تاريخ الولايات المتحدة التي يتم فيها تصديق تعيين الوزراء من قبل نائب الرئيس في التصويت المتعادل.

## نشأتها
وُلدت ديفوس باسم إليزابيث برينس في 8 يناير عام 1958. ترعرعت في هولاند، ميشيغان، وهي الابنة الكبرى بين أربعة أطفال لوالدتها إلسا (زويب) برينس (برويخويزن لاحقًا) ووالدها إدغار برينس، وهو ملياردير يعمل في الصناعات من أصول هولندية. كان إدغار مؤسس شركة برينس، وهي شركة مزودة لقطع السيارات يقع مقرها في هولاند، ميشيغان.
تلقت ديفوس تعليمها في مدرسة هولاند الثانوية المسيحية، وهي مدرسة خاصة تقع في بلدتها هولاند، ميشيغان. تخرجت في كلية كالفن في غراند رابيدز، ميشيغان، حيث حصلت على درجة بكالوريوس في الآداب في تخصص اقتصاديات الأعمال في عام 1979. شاركت ديفوس في أثناء دراستها الجامعية في سياسات الحرم الجامعي، وتطوعت لصالح حملة جيرالد فورد الرئاسية، وحضرت المؤتمر الوطني للحزب الجمهوري لعام 1976 للمشاركة في برنامج للشباب الجمهوريين.
نشأت ديفوس عضوًا في الكنيسة المسيحية الإصلاحية في أمريكا الشمالية. كانت عضوًا وشيخًا في كنيسة الكتاب المقدس مارس هيل في غراند رابيدز. قال الرئيس السابق لمعهد تعليم اللاهوت ريتشارد مو، الذي عملت معه ديفوس في اللجنة، إنها تأثرت بعالم اللاهوت الهولندي المنتمي للكالفينية الجديدة أبراهام كايبر، وهو شخصية مؤسسة في الأيديولوجيا السياسية للديمقراطية المسيحية.

## النشاط السياسي
انخرطت ديفوس منذ عام 1982 في الحزب الجمهوري في ميشيغان. عملت ممثلةً لدائرة انتخابية محلية للحزب الجمهوري في ميشيغان، وذلك بعد انتخابها لست عشرة ولاية متتالية مدة كل منها سنتان. كانت عضوًا في اللجنة الوطنية للحزب الجمهوري في ميشيغان بين عامي 1992 و1997، وعضوًا في الحزب الجمهوري في ميشيغان منذ عام 1996 وحتى عام 2000. في عام 2004، وصفت صحيفة لانسينغ ستيت جورنال ديفوس بأنها «سياسية شرسة خلال معظم الأشهر الستة عشر التي كانت فيها غرانهولم تتولى منصب الحاكمة»، وقالت إن ديفوس إنْ لم تكن «أسوأ كوابيس غرانهولكم»، فقد كانت «بالتأكيد الأكثر صلابة». قال بيل بالينجر، محرر النشرة الإخبارية التي تحمل عنوان السياسات داخل ميشيغان وعضو مجلس الشيوخ الجمهوري السابق، عن ديفوس إنها «مُنظّمة جيدة خلف الكواليس وجامعة تبرعات جيدة» بالإضافة إلى أنها «مؤمنة حقيقية بالقضايا الجمهورية الأساسية لا تترك مجالًا للشك بمواقفها». استقالت ديفوس من منصبها في عام 2000. صرحت في ذلك العام قائلةً: «لم أكن مجرد ختم للموافقة الروتينية (ختمًا مطاطيًا) قط... كنت مقاتلةً لصالح القاعدة الشعبية، وليس من طبعي أن أكون تابعةً بالتأكيد». في عام 2003، ترشحت ديفوس للمنصب وانتُخبت دون معارضة.

### جمع الأموال على الصعيد السياسي
جمعت ديفوس شخصيًا أكثر من 150 ألف دولار أمريكي لحملة إعادة انتخاب بوش في عام 2004، واستضافت حفل جمع تبرعات للجمهوريين في منزلها في شهر أكتوبر من عام 2008 برئاسة الرئيس جورج دبليو. بوش. أمضت سنتين خلال ولاية بوش رئيسةً ماليةً للجنة مجلس الشيوخ الجمهورية الوطنية وعملت من كثب مع الإدارة على «عدة مشاريع». كان أفراد عائلة ديفوس ناشطين في السياسة الجمهورية لعقود، لا سيما بصفتهم مانحين للمرشحين والحزب، وقد تبرعوا بأكثر من 17 مليون دولار لمرشحين سياسيين ولجان سياسية منذ عام 1989.
في افتتاحية صحيفة رول كول، كتبت ديفوس أنها تتوقع نتائج لمشاركاتها السياسية. «عائلتي هي أكبر مساهم فردي للتبرعات المالية للحزب الجمهوري الوطني. قررت التوقف عن اعتبار أن شراء النفوذ إهانةٌ لنا». وكتبت: «الآن أعترف ببساطة، إنهم على حق». صرحت أيضًا في الافتتاح: «نتوقع تعزيز فلسفة حاكمة محافظة تتضمن حكومة محدودة والاحترام للفضائل الأمريكية التقليدية... نتوقع عائدًا لاستثمارنا؛ نتوقع حكومةً صالحة شريفة. علاوة على ذلك، نتوقع أن يستخدم الحزب الجمهوري المال للترويج لهذه السياسات، وللفوز بالانتخابات أيضًا».

### الانتخابات الرئاسية في الولايات المتحدة لعام 2016
خلال الانتخابات الرئاسية للحزب الجمهوري في عام 2016، تبرعت ديفوس في البداية إلى جيب بوش وكارلي فيورينا قبل أن تدعم في النهاية ماركو روبيو. في شهر مارس من عام 2016، وصفت ديفوس دونالد ترامب بأنه «متطفّل» وقالت إنه «لا يمثل الحزب الجمهوري».

## روابط خارجية
- بيتسي ديفوس على موقع IMDb (الإنجليزية)
- بيتسي ديفوس على موقع الموسوعة البريطانية (الإنجليزية)
- بيتسي ديفوس على موقع مونزينجر (الألمانية)
- بيتسي ديفوس على موقع قاعدة بيانات برودواي على الإنترنت (الإنجليزية)
- بيتسي ديفوس على موقع إن إن دي بي (الإنجليزية)

## تعريب
1. ↑  إليزابيت دي بيتسي ديفوس: إليزابيت دي بيتسي ديڤوس.